# Thierry Jacob
Pour les articles homonymes, voir Jacob (homonymie).
Thierry Jacob est un boxeur français né le 8 mars 1965 à Calais et mort le 20 décembre 2024 à Amiens,. Il est champion de France des poids coqs dans les rangs professionnels en 1987, champion d'Europe EBU de la catégorie de 1990 à 1991 et champion du monde WBC des poids super-coqs en 1992.
Il est le père de Romain Jacob (champion de France des poids super-plumes entre 2011 et 2013, champion du monde espoir IBF en 2013 et champion d'Europe EBU de 2014 à 2015) ; et de Joffrey Jacob (champion de France 2016 des poids super-welters).

## Biographie

### Enfance, formation et débuts
Thierry Jacob nait le 8 mars 1965 à Calais.

### Carrière de boxeur

#### Boxeur amateur
Il est champion de France des poids mouches en 1983 et 1984 ainsi qu'en poids coqs en 1985.
En 1983, il participe aux championnats du monde juniors sur l’île de Saint-Domingue avec l’équipe de France. En demi-finale, il crée l’exploit en battant le pugiliste local mais perd en finale contre le cubain Gonzalez. On parle de lui pour les jeux olympiques de Los Angles en 1984. La fédération française lui préfère finalement Louis Gomis. Thierry Jacob décide alors de passer professionnel.

#### Débuts professionnels
Le 20 octobre 1984, dans la catégorie indépendant car le professionnalisme n’est autorisé qu’à 21 ans, il domine Lionel Jean. Son premier combat professionnel a lieu le jour de ses 21 ans, contre l’Espagnol Francisco Garcia qu’il bat par KO d’un superbe crochet au menton. Thierry Jacob, entre dans la salle, sur la chanson The Final Countdown du groupe Europe, comme fera son fils Romain Jacob après lui.

#### Champion de France
Il est champion de France en poids coqs en 1987.

#### Premières désillusions
Entre 1987 et 1988, il enchaine les défaites pour les titres de champion du monde et d'Europe, notamment contre Fabrice Bénichou pour le titre de champion d'Europe EBU.

#### Consécration européenne
Il est champion d'Europe des poids coqs entre 1990 et 1991.

#### Sur le toit du monde
Il est champion du monde WBC, poids super-coqs en 1992 en détrônant aux points le mexicain Daniel Zaragoza. Ce combat est diffusé sur TF1 et commenté par Thierry Roland qui dira plus tard que c’était un combat assez difficile dans une ambiance exceptionnelle et que Thierry Jacob a été courageux jusqu’au bout. Il perd cette ceinture dès sa première défense en étant arrêté au 2d round de son combat contre Tracy Harris Patterson le 23 juin 1992 au Times Union Center, à Albany dans l'État de New York aux États-Unis

#### Fin de carrière
En 1992, il perd deux fois pour le titre de champion du monde WBA face au portoricain Wilfredo Vázquez à Berck-sur-Mer en France puis à Bordeaux en France. Il dispute son dernier combat le 20 mais 1994 contre Edgar Orlando Ballen à Coquelles en France.

### Carrière d'entraineur

#### Athletic Boxing Club Calais
Il devient entraîneur comme son père Jacques Jacob à l'Athletic Boxing Club Calais.

### Mort
Thierry Jacob meurt des suites d'une maladie le 20 décembre 2024 à l'âge de 59 ans.

## Principaux résultats
- 1987 : champion de France face à Alain Limarola à Calais puis défaite pour le titre de champion du monde IBF face à l’américain Kelvin Seabrooks à Calais.
- 1988 : défaite pour le titre de champion d'Europe EBU face au français Fabrice Bénichou à Calais et pour le titre de champion du monde IBF face au vénézuélien Jose Sanabria à Gravelines.
- 1990 : champion d'Europe face à l'anglais Duke McKenzie à Calais.
- 1991 : conserve son titre de champion d'Europe face aux italiens Vincenzo Belcastro et Antonio Picardi à Calais.
- 1992 : remporte le titre de champion du monde WBC face au mexicain Daniel Zaragoza à Calais puis perte du titre face à l’américain Tracy Harris Patterson à Albany aux États-Unis
- 1992 : défaite pour le titre de champion du monde WBA face au portoricain Wilfredo Vazquez à Berck sur mer puis lors du combat revanche à Bordeaux.

## Activités extra-sportives

### Cinéma et télévision
Il apparait dans les bonus du DVD du film Tyson de James Toback sur Mike Tyson sorti en 2012, où il est interviewé.

## Reconnaissance et critiques

### Titres honorifiques
- Gant d'argent 1987
- Gant d’éclat pour l’ensemble de sa carrière